# Castell de Palma
El Castell de Palma es troba a la serra d'Ador, sobre un tossal a més de 200 metres d'altitud, a l'est de la població d'Alfauir (al cim de la muntanya al sud del monestir), en la comarca de La Safor, de la província de València; raó per la qual és també conegut i anomenat com Castell d'Ador o Castell d'Alfauir. Està declarat Bé d'Interès Cultural (BIC), amb codi: 46.25.023-002, i com tot castell la seua declaració és genèrica, amb la categoria de monument, presentant anotació ministerial: R-I-51-0010795. D'estil: arquitectura medieval, i tipologia: edifici militar, castell.
Tot el conjunt es troba en ruïna, mantenint-se en peu només trams de llenços de muralla, part de les torres i alguns elements auxiliars.

## Descripció historicoartística
Presenta una construcció islàmica, que unit als vestigis trobats en el seu emplaçament, reforça la tesi de l'existència aquí amb anterioritat d'un assentament fortificat ibèric, ocupat posteriorment pels romans. Durant l'època musulmana el castell tindria una estructura molt simple, servint simplement de refugi a la població de les alqueries circumdants i al seu bestiar. Després de la reconquesta i de la rendició del Castell de Bairén a Jaume I d'Aragó, en 1239, en compensació pels serveis prestats, es van lliurar també els castells de la comarca dependents d'aquell, entre ells el de Palma (que el va concedir a Arnau de Romaní, junt amb la resta de la Vila de Palma). Amb l'ocupació cristiana es tornaria a fortificar i ampliar amb dependències més complexes. El 1346 Jaume II d'Aragó, va fer donació del castell a l'infant Pere, amb una clàusula per la qual, en cas de no tenir descendència directa i masculina, la jurisdicció tornaria a la corona, cosa que va passar pràcticament un segle després. D'aquesta manera passaria a mans d'Alfons el Magnànim. Posteriorment passaria als Pròixita i finalment als Montcada.

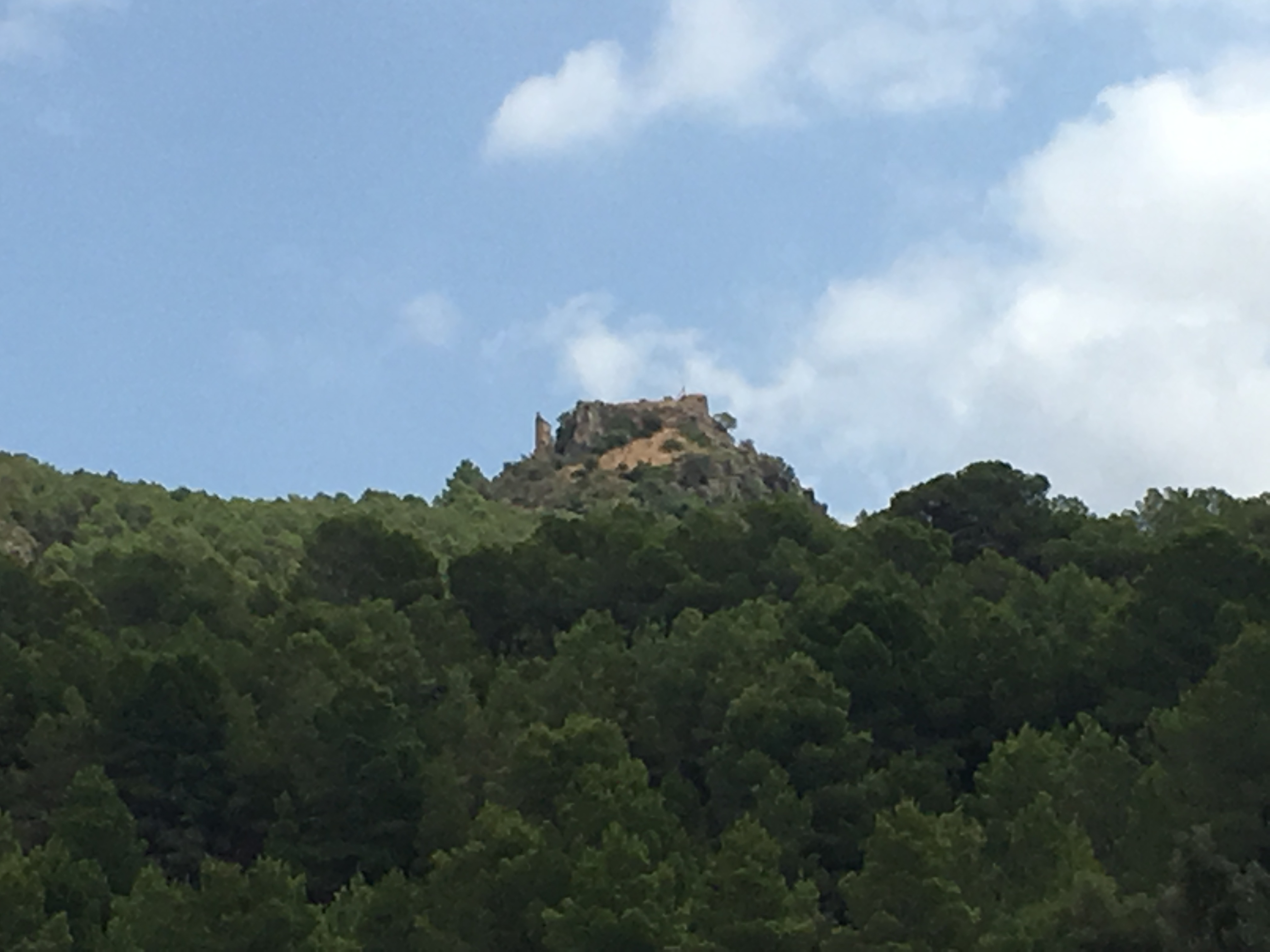
Castell de Palma des d'Alfauir

La fortalesa consta de dos recintes emmurallats, de forma rectangular. L'inferior(de més de mil metres quadrats d'extensió), es va construir en tàpia adaptant-se a l'orografia del terreny i delimitava l'albacar, no tenint construccions interiors. A l'angle nord-oest hi havia el recinte superior, el sobirà, amb una superfície de quasi 600 metres;més complex i reforçat per almenys dues torres, una circular de maçoneria i una altra quadrangular de tàpia, que defensava l'únic accés a aquesta part del castell. Entre ambdues encara es poden veure restes d'un aljub.
Durant el segle xi la seva estructura era més simple del que ara coneixem, ja que tenia com a funció servir de refugi a les poblacions del voltant.